# Рачиця (Шмартно-при-Літії)
Рачиця (словен. Račica) — поселення в общині Шмартно-при-Літії, Осреднєсловенський регіон, Словенія. 
Висота над рівнем моря: 493,4 м.